# Dvostruka oplata broda
Pojam dvostruka oplata kod brodova označava postojanje dviju oplata između tereta koji brod prevozi i mora, u svrhu sprječavanja istjecanja tereta u more prilikom proboja vanjske oplate broda.
Dvostruka oplata se uglavnom koristi kod tankera (nafta se nalazi u spremnicima koji su od mora odvojeni još jednom oplatom i na taj način se povećava sigurnost od istjecanja nafte u more u slučaju proboja vanjske oplate broda, za isto vrijeme nafta ostaje zaštićena drugom oplatom). Prostor između oplata broda u trenucima kada se ne prevozi nafta služi za ukrcaj balastnih voda koje daju stabilnost praznom brodu.
Svi brodovi izgrađeni poslije 1990. a služe za prijevoz opasnih tekućih tereta po međunarodnim propisima moraju imati dvostruku oplatu, a do 2015. godine sve brodarske kompanije moraju zamijeniti postojeće brodove s jednostrukom oplatom brodovima s dvostrukom oplatom.